# Copa CAF 1998
La Copa CAF 1998 fue la séptima edición de este torneo de fútbol a nivel de clubes de África organizado por la CAF y que contó con la participación de 34 equipos de todo el continente.
El CS Sfaxien de Túnez venció en la final al ASC Jeanne d'Arc de Senegal para ganar el torneo por primera vez y la segunda de manera consecutiva para los equipos de Túnez. El Espérance, campeón de la edición anterior, no clasificó para el torneo.

## Ronda Preliminar
| Equipo 1        | Agr. | Equipo 2        | Ida | Vuelta |
| --------------- | ---- | --------------- | --- | ------ |
| APR FC          | 3–0  | Asmara Brewery  | 3–0 | 0–0    |
| Atlético Malabo | dq1  | Anges de Fatima | —   | —      |

1- Los equipos de la República Centroafricana fueron descalificados de los torneos de la CAF para esa temporada.

## Primera Ronda
| Equipo 1          | Agr.    | Equipo 2           | Ida | Vuelta |
| ----------------- | ------- | ------------------ | --- | ------ |
| APR FC            | 1–3     | Al-Hilal           | 0–1 | 1–2    |
| Gor Mahia         | 1–4     | Zamalek SC         | 1–0 | 0–4    |
| Muzinga FC        | w/o2    | AS CotonTchad      | 1–4 | —      |
| ASFA Yennenga     | 2–2 (a) | Jasper United      | 2–2 | 0–0    |
| Maxaquene         | 1–2     | DSA                | 1–1 | 0–1    |
| UEB FC            | w/o2    | CAPS United        | —   | —      |
| Mlandege FC       | w/o2    | Mebrat Hail        | —   | —      |
| Nchanga Rangers   | w/o2    | Gaborone United    | —   | —      |
| Atlético Malabo   | 0–7     | Stade Bandjoun     | 0–6 | 0–1    |
| Sagrada Esperança | 0–21    | DC Motema Pembe    | 0–1 | 0–1    |
| USFAS Bamako      | 2–2 (a) | RS Settat          | 2–2 | 0–0    |
| Horoya AC         | 3–2     | Real Tamale United | 1–1 | 2–1    |
| ASC Jeanne d'Arc  | 2–2 (a) | MC Oran            | 1–0 | 1–2    |
| Petrosport FC     | w/o2    | Union Sport        | —   | —      |
| Étoile Filante    | 0–4     | CS Sfaxien         | 0–0 | 0–4    |
| Energie FC        | 1–8     | SO Armée           | 0–3 | 1–5    |

1- El Muzinga abandonó el torneo antes de jugar el partido de vuelta.

2- CAPS United, Mlandege, Gaborone United y Union Sport abandonaron el torneo antes de jugar el partido de ida.

3- El partido de vuelta se jugó el 3 de abril, pero fue abandonado en el minuto 40 con el marcador 2-1 a favor del Motema Pembe debido a una tormenta eléctrica, fue reprogramado para el día siguiente.

## Segunda Ronda
| Equipo 1        | Agr.        | Equipo 2         | Ida | Vuelta |
| --------------- | ----------- | ---------------- | --- | ------ |
| Zamalek SC      | 0–1         | Al-Hilal         | 0–0 | 0–1    |
| Jasper United   | 2–3         | AS CotonTchad    | 2–2 | 0–1    |
| UEB FC          | 3–3 (a)     | DSA              | 3–2 | 0–1    |
| Nchanga Rangers | 2–1         | Mebrat Hail      | 2–1 | 0–0    |
| DC Motema Pembe | 1–1 (4–3 p) | Stade Bandjoun   | 1–0 | 0–1    |
| Horoya AC       | 2–4         | RS Settat        | 1–1 | 1–3    |
| Petrosport FC   | 0–4         | ASC Jeanne d'Arc | 0–2 | 0–2    |
| SO Armée        | 1–3         | CS Sfaxien       | 0–0 | 1–3    |

## Cuartos de final
| Equipo 1         | Agr. | Equipo 2        | Ida | Vuelta |
| ---------------- | ---- | --------------- | --- | ------ |
| Al-Hilal         | 2–4  | DC Motema Pembe | 2–2 | 0–2    |
| CS Sfaxien       | 2–1  | DSA             | 2–0 | 0–1    |
| AS CotonTchad    | 1–6  | Nchanga Rangers | 1–2 | 0–4    |
| ASC Jeanne d'Arc | 2–0  | RS Settat       | 2–0 | 0–0    |

## Semifinales
| Equipo 1         | Agr.        | Equipo 2        | Ida | Vuelta |
| ---------------- | ----------- | --------------- | --- | ------ |
| DC Motema Pembe  | 1–7         | CS Sfaxien      | 1–2 | 0–5    |
| ASC Jeanne d'Arc | 0–0 (3–1 p) | Nchanga Rangers | 0–0 | 0–0    |

## Final
| Equipo 1         | Agr. | Equipo 2 | Ida | Vuelta |
| ---------------- | ---- | -------- | --- | ------ |
| ASC Jeanne d'Arc | 0–4  | Sfaxien  | 0–1 | 0–3    |

## Campeón
| Copa CAF 1998           |
| ----------------------- |
| Bandera de Túnez        |
| C. S. Sfaxien 1º título |